# 1931년 튀르키예 총선
1931년 튀르키예 총선은 1931년 9월 9일 튀르키예 전역에서 시행됐다. 선거가 치러지기 한 해 전인 1930년에 자유공화당이 창당되었으나 선거 당시에는 이미 해산되었기 때문에, 지난번에 이어 이번 선거에서도 공화인민당만 선거에 출마한 국내 유일당이 되었다. 투표율은 88%였다.

## 배경
후보자는 공화인민당 대표위원회가 지명했다. 지난 선거들과는 달리 전국 각지에서 후보를 뽑았고, 1,176인의 지명자 중 287명을 선발했다.

## 선거 제도
1927년 튀르키예 총선은 1908년 제정된 오스만 제국 선거법에 따라 치러졌다. 오스만 제국 선거법에서는 선거를 두 단계 절차로 시행토록 했고, 1927년 총선도 그에 따라 이루어지게 되었다. 1단계에서는 유권자들이 2차 선거인 (한번은 한 선거구에서 처음 750인을, 그 다음부터는 매 500인씩)을 뽑았다. 2단계에서는 2차 선거인들이 하원의원을 뽑았다.
당시 튀르키예는 유일당 체제였지만 원내 30석은 무소속 의원의 의석으로 남겨졌다. 하지만 무소속 후보자의 조건은 "공화주의, 민족주의를 표방하고 성실해야 함"이었다.